# Адаптация и самоадаптация в теории Эриксона
Адаптация и самоадаптация в теории Эриксона — базовые процессы в теоретической концепции психосоциального развития, которую разработал американский психолог Эрик Эриксон.

## Адаптация и её виды
Адаптация — перестройка психики индивида под воздействием объективных факторов окружающей среды, а также способность человека приспосабливаться к различным требованиям среды без ощущения внутреннего дискомфорта и без конфликта со средой. Под адаптацией подразумевается процесс приспособления (преодоление трудностей, формирование определённых свойств личности) и его результат. Это происходит на биологическом и социальном уровне. В теории Эриксона внимание уделяется именно второму уровню.
Психическая адаптация — перестройка динамического стереотипа личности в соответствии с новыми требованиями окружающей среды.
Социальная адаптация — активное приспособление человека к изменившейся среде, в ходе которого формируются новые способы поведения, направленные на гармонизацию отношений с окружающими. Адаптация являются частью социализации — процесса усвоения и активного воспроизводства индивидом социального опыта, осуществляемого в общей деятельности.
Самоадаптация — способность человека самостоятельно приспосабливаться к изменившимся жизненным условиям для достижения гармонии с самим собой и окружающим миром.
Три стиля адаптации:
1. Творческий — приспосабливание к условиям среды, сопровождающееся активным влиянием на них.
2. Комфортный — привыкание, пассивное принятие всех требований и обстоятельств среды.
3. Избегающий — игнорирование требований среды по причине отсутствия возможности или желания приспосабливаться к ней.
Фазы адаптации:
Острая фаза сопровождается различными колебаниями состояния индивида, что может привести к снижению веса, частым респираторным заболеваниям, нарушение сна, снижению аппетита, регрессу в речевом развитии. В среднем длится один месяц.
Подострая фаза характеризуется адекватным поведением — все сдвиги уменьшаются и регистрируются по отдельным параметрам на фоне замедленного темпа развития. В среднем длится 3-5 месяцев.
Фаза компенсации характеризуется убыстрением темпа развития, в ходе которого преодолевается задержка в развитии.

## Теоретический подход Эриксона
В основе теоретического подхода Эриксона лежит развитие Эго. Он считал себя последователем Фрейда и опирался на его структурную модель личности, но решительно отошёл от классической концепции по нескольким пунктам.
1. Эриксон рассматривал Эго как автономную структуру личности, развитие которой определяется главным образом социальной адаптацией. Параллельно с этим развиваются Ид и инстинкты. Эриксон доказывал, что Эго взаимодействует с реальностью при помощи восприятия, мышления, внимания и памяти. В этом смысле особое внимание уделяется адаптивным функциям Эго, из-за чего в процессе своего развития человек становится все более и более компетентным.
2. Эриксон подчеркивает значение исторических (культурных) условий, в которых формирует Эго. Поэтому развитие Эго тесно связано с особенностями социальных предписаний и системой ценностей, в которых растёт ребёнок.
3. Если Фрейд ограничивался детским периодом развития индивидуума, то Эриксон охватывал всё его жизненное пространство — от младенчества до старости.
4. В отличие от Фрейда, который подчеркивал психопатологический эффект ранней травмы в зрелом возрасте, Эриксон ставил во главу угла качество Эго — его достоинства, раскрывающиеся в различные периоды развития и помогающие человеку преодолевать жизненные трудности психосоциального характера.
Теоретический подход Эриксона также называют концепцией жизненного пути личности. Центральным понятием в этой теории является идентичность, которая формируется в процессе развития человека, в результате адаптационного процесса. Она делится на три вида:
Личностная идентичность — набор черт или индивидуальных характеристик, который делает человека подобным самому себе и отличает его от других, «сердцевина, ядро личности».
Эго-идентичность — субъективное чувство целостности своей личности, непрерывности и устойчивости собственного «Я».
Групповая идентичность — чувство принадлежности к данной социальной жизни.

## Адаптация и самоадаптация в психосоциальном развитии личности
Процессы адаптации и самоадаптации являются движущей силой психосоциального развития личности, которое Эриксон делит на восемь стадий: младенчество (до 1 года), раннее детство (1-3), дошкольный возраст (3-6), школьный возраст (6-12), юность (12-20), молодость (20-25), зрелость (26-64) и старость (после 65).
Адаптация происходит в момент кризиса — конфликтной ситуации, в которой личность сталкивается с новыми требованиями внешнего мира. Выходы из этих кризисов могут быть как благоприятными — двигающими личность к позитивной реализации в окружающем мире, так и болезненными — замедляющими или останавливающими положительное развитие личности. После благоприятного решения конфликта в структуру Эго включается новое положительное качества (например, трудолюбие) в случае неудачного исхода — негативный компонент (например, недоверие).
Нерешённая задача или неудачный исход кризиса переносится на следующий этап развития человека. На новом этапе решение такой задачи требует большего напряжения сил. Таким образом, в рамках восьми стадий своего психосоциального развития человек адаптируется к новым условия реальности — преодолевает противоречия с разных успехом и разной скоростью. В этом состоит эпигенетический принцип концепции Эриксона.